# 모하마드 이사 빈 하지 압둘 사마드
모하마드 이사 빈 하지 압둘 사마드(말레이어: Mohd Isa bin Hj. Abdul Samad)는 말레이시아의 정치인이다. 그는 1982년부터 2004년까지 느그리슴빌란 주의 주수상으로 재직했으며, 주수상 후 연방직할시장을 지냈으나 1년만에 부패혐의로 해임되었다.